# 莖絲夢角鮟鱇
莖絲夢角鮟鱇，為輻鰭魚綱鮟鱇目棘茄魚亞目夢角鮟鱇科的一個種。分布於印度西太平洋及中西大西洋海域，屬深海魚類，棲息深度約水深0至1500公尺，魚體餌球前肢有一系列的絲狀突起沿著後緣；末端的乳突延長；後肢扁長形與分枝，背鰭軟條5枚；臀鰭軟條4枚，體長可達2.65公分。

## 扩展阅读
維基物種上的相關：莖絲夢角鮟鱇